# Tabernacolo a torre

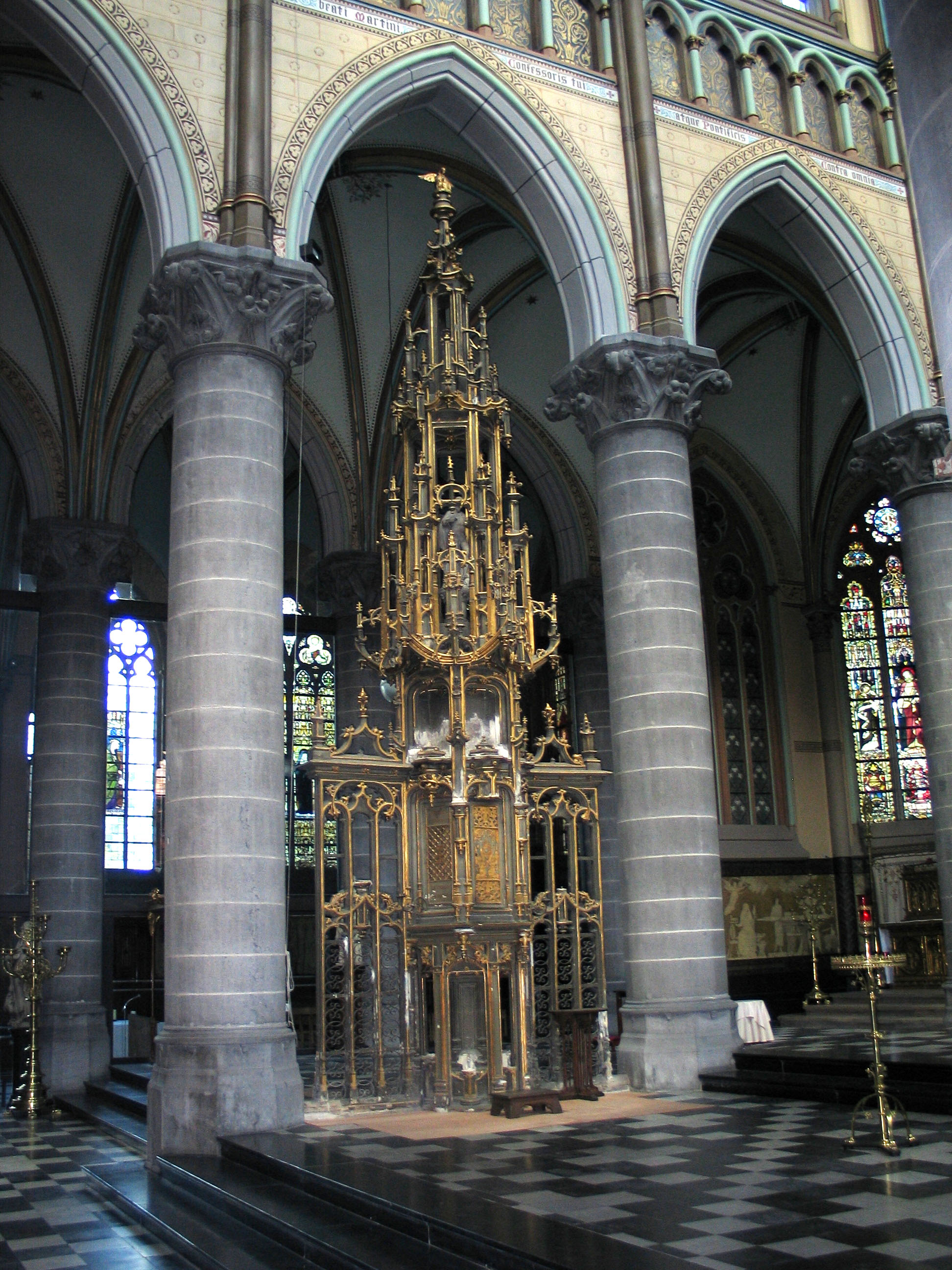
Chiesa di San Martino a Kortrijk

Un tabernacolo a torre (in lingua tedesca: Sakramentshaus) era una piccola architettura sita all'interno di una chiesa ed era usata per conservare il Santissimo Sacramento, l'Eucaristia.

## Ubicazione

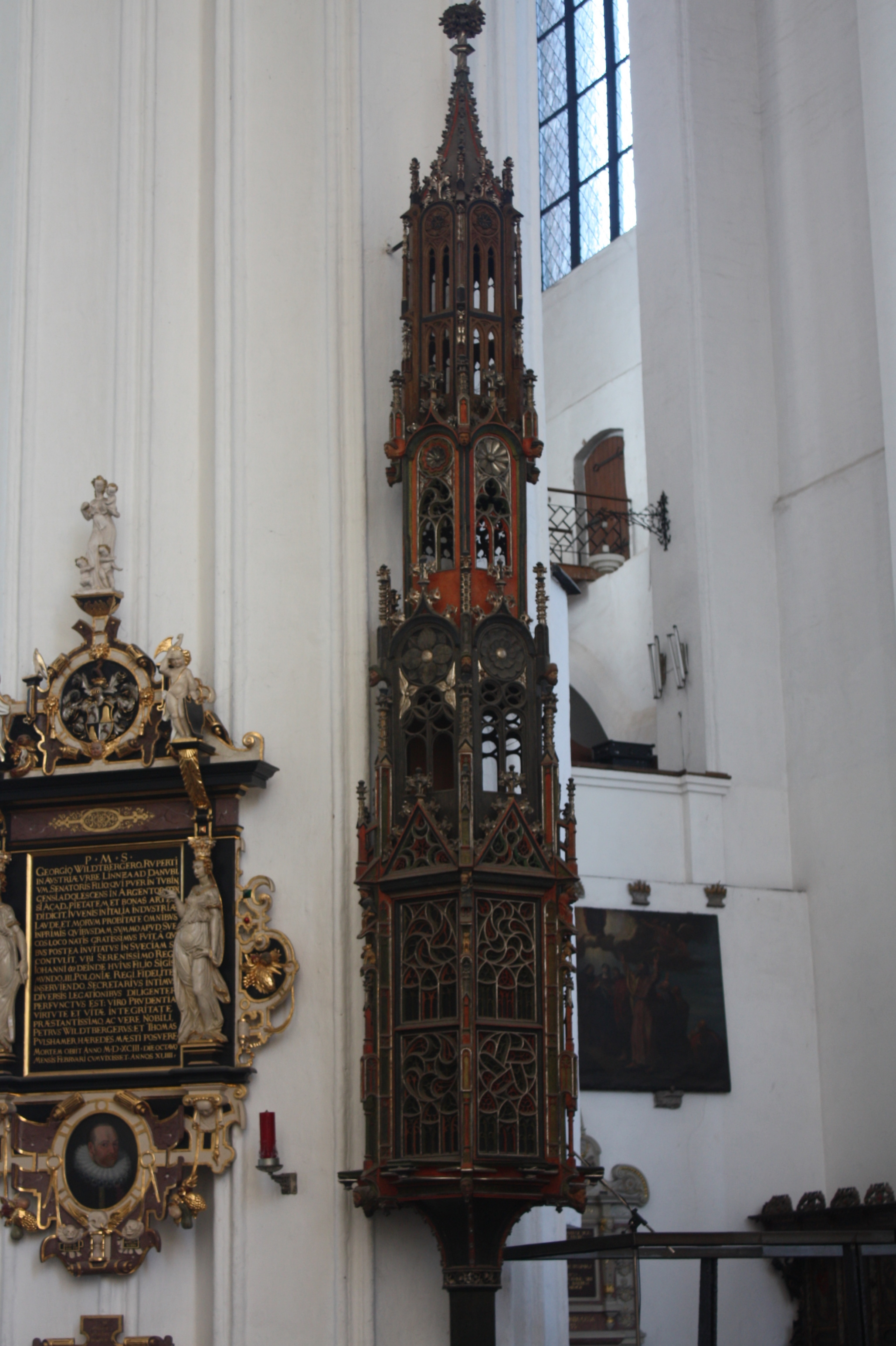
Chiesa di Santa Maria a Danzica

Nelle chiese romaniche, le ostie consacrate, che erano conservate per la comunione, erano in una nicchia sacramentale, con serratura o sbarrata, nella parete nord del coro, che doveva essere incorniciata e progettata artisticamente nel modo più generoso possibile. Nell'alto Medioevo, la teologia e la liturgia enfatizzavano fortemente la presenza reale di Gesù Cristo nel Santissimo Sacramento e l'adorazione del Figlio di Dio sacramentato. Fu promosso da un'alta pietà medievale dell'Eucaristia determinata dal desiderio di vederla e produrla nella forma architettonica del tabernacolo a torre. Questo si trovava solitamente sul lato evangelico, cioè a nord delle chiese rivolte a est, accanto all'altare maggiore. La diffusione del tabernacolo a torre iniziò verso la fine del XIV secolo in Germania. Prima era pratica comune tenere il Santissimo Sacramento in una colomba ("peristerium") appesa sopra l'altare. Successivamente, il tabernacolo, luogo di custodia del Santissimo Sacramento, venne prima inserito nel retablo dell'altare e successivamente collocato sulla stessa mensa. Quando il Concilio di Trento (1545–63) rese obbligatoria la collocazione del tabernacolo sull'altare, i tabernacoli a torre divennero completamente superflui. Furono quindi costruiti solo durante il periodo gotico tedesco e rinascimentale.
Il Concilio Vaticano II (1962-1965) ha consentito l'introduzione dell'altare popolare rivolto verso i fedeli, nel quale, a differenza dell'altare maggiore, il tabernacolo non è quindi solitamente più al centro. Da allora, il Santissimo Sacramento può essere conservato “in un altro luogo della Chiesa veramente nobile e dignitoso”, quindi anche nei tabernacoli esistenti o di nuova creazione.

## Noti tabernacoli a torre

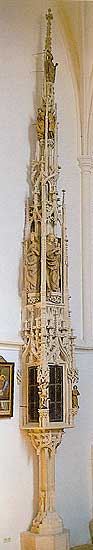
Chiesa di pellegrinaggio sul muro vicino a Melk

| Chiesa                                                                                | Data | Particolarità |
| Bonifatius-Kirche ad Arle                                                             | Fine del XV secolo | Tabernacolo a torre autoportante in ricche forme tardo gotiche in arenaria di Bamberga. |
| Basilica di Santa Maria a Danzica (lato nord della navata principale)                 | 1482 | Tabernacolo a torre gotico in legno a forma di torre a più piani. |
| Duomo di Bad Doberan a Bad Doberan                                                    | Circa 1368 | Tabernacolo a torre più antico della Germania, alto 11,6 m, scolpito nella quercia. |
| St.-Urbanus-Kirche a Dorum                                                            | 1524 | Tabernacolo a torre autoportante simile a una torre in filigrana di forme gotiche in arenaria di Bamberga. |
| Sakramentshäuschen (St. Lambertus) a Düsseldorf                                       | 1475/1478 | Donato dal Duca Guglielmo III e da sua moglie Elisabetta; tripla struttura verticale. |
| Stadtkirche (Friedberg) a Friedberg (a nord del Coro)                                 | Commissionato per i lavori di costruzione della chiesa, il 4 giugno 1482, allo scultore di Francoforte sul Meno Hans von Düren | Altezza: 14 metri sarebbe costato 250 fiorini, più 20 fiorini di compenso all'artista. La data di completamento non è nota, ma dovrebbe essere stato alla fine del 1484; spettacolare piccola architettura tardogotica, con numerosi fili intrecciati scolpiti nella pietra su una planimetria esagonale. |
| Dom St. Marien in Fürstenwalde/Spree                                                  | 1517 | Di Franz Maidburg. |
| Sankt-Martins-Kirche (Sint-Maartenskerk) a Courtrai                                   | 1585 | Altezza: 6,5 metri, opera di H. Mauris (Anversa). |
| St. Nicolai a Lemgo (a nord del coro)                                                 | 1477 | Altezza circa 9,50 metri, le figure laterali originali vennero probabilmente distrutte durante la Riforma nel 1531. Rimangono solo le console e le pensiline, opera presumibilmente di un artista di Munster o della zona, ha una lapide del XIII secolo come piedistallo. |
| Chiesa di Santa Maria a Lubecca (a nord del coro)                                     | 1479 | Altezza: 9,5 metri, con circa 1000 pezzi singoli in bronzo, parzialmente placcati in oro, creato da Klaus Grude. |
| Wallfahrtskirche Mauer di Melk (nord)                                                 | 1506, come mostra il marchio del creatore.                                                                                     | Altezza: circa 11 metri. La nicchia sacramentale a forma di scatola con griglie gotiche poggia su un sottile piedistallo. Ci sono Statue della Madre di Dio, le sante Barbara, Caterina d'Alessandria e i santi Benedetto, Stefano e Nicola. |
| Ludgeri-Kirche a Norden (tra due colonne rotonde nella parte settentrionale del coro) | 1480 | Realizzato in pietra arenaria di Bamberga. |
| Chiesa di San Lorenzo a Norimberga                                                    | È considerato un capolavoro di Adam Kraft, creato tra il 1493 e il 1496.                                                       | Alto 20,11 metri, in arenaria, ricorda i viticci intrecciati di un albero ed è sorretto da tre statue. L'artista si è immortalato in una di esse. Nel tabernacolo a torre si possono riconoscere sette livelli (dal basso verso l'alto: accesso, sede delle ostie, comunione, passione, crocifissione, risurrezione e punta ritorta). Il costo totale sarebbe stato di 700 fiorini (+70 fiorini "onorario" per l'artista e 20 fiorini per le ante degli armadietti). Nonostante la sua forma a filigrana e i gravi danni subiti dai bombardamenti della seconda guerra mondiale, si è salvato poiché protetto dalla distruzione da una copertura in gesso.                                                              |
| Salemer Münster                                                                       | 1494 | Altezza: 16 metri. È una torretta in pietra con ornamenti gotici e originariamente un monumento sulla tomba del grande abate Johannes I Stantenat (1471–1494). Oggi sorge sulla parete nord del transetto, dove è parzialmente coperto dalla galleria. I pinnacoli sono sculture in pietra provenienti dalle botteghe di Salem, presumibilmente del maestro artigiano sovraregionale Hans von Safoy. Le figure intagliate dorate non sono state realizzate per il tabernacolo, ma sono probabilmente i resti dell'altare maggiore realizzato da Michel Erhart. Da quando è stato spostato nella sua posizione attuale nel 1751, è stato incorniciato da putti dorati e torri della bottega di Joseph Anton Feuchtmayer. |
| St.-Martins-Kirche a Tettens (vicino all'altare)                                      | dal 1523 al 1525 | Realizzato in arenaria di Bamberga; l'artista è sconosciuto, ma l'opera è simile alle opere del maestro scultore Berndt Bunekemann di Münster. |
| Duomo di Ulma a Ulma                                                                  | Tra il 1467 e il 1471 | Alto 26 metri, è considerato il più alto in Germania. In contrasto con la copertura del pulpito in legno con una struttura simile, è completamente scolpito in pietra calcarea e arenaria. Le cavità del corrimano contengono figure peculiari: tigri, estensori, portatori irsuti, scimmie e lucertole. |
| Stadtkirche St. Peter und Paul a Weil der Stadt (coro)                                | 1611 | Alto oltre 11 metri, nello stile del tardo Rinascimento in arenaria chiara di Georg Miler, donato dal sindaco del borgo Junker Franz Marquart von Flade. |

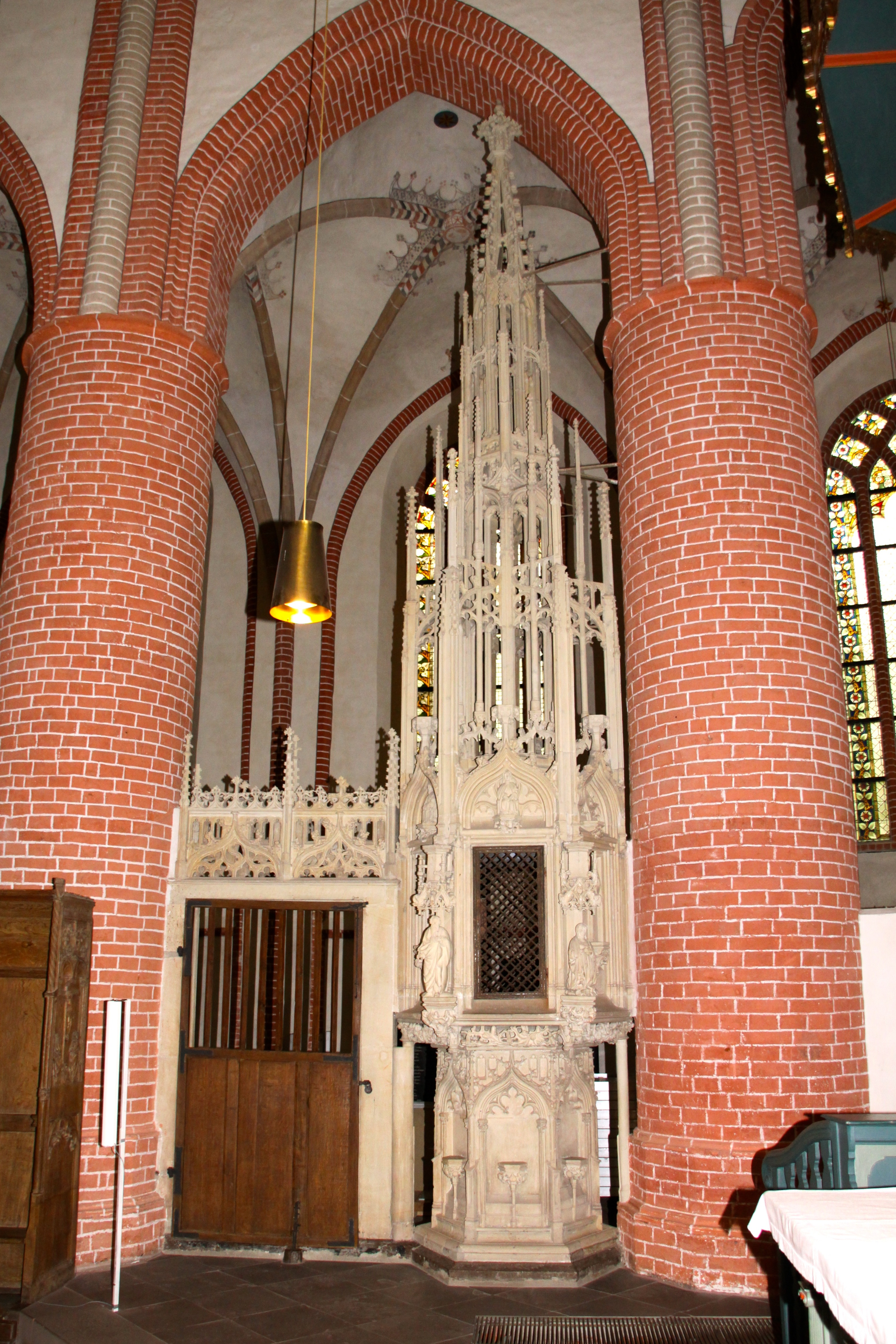
Ludgerikirche nel nord
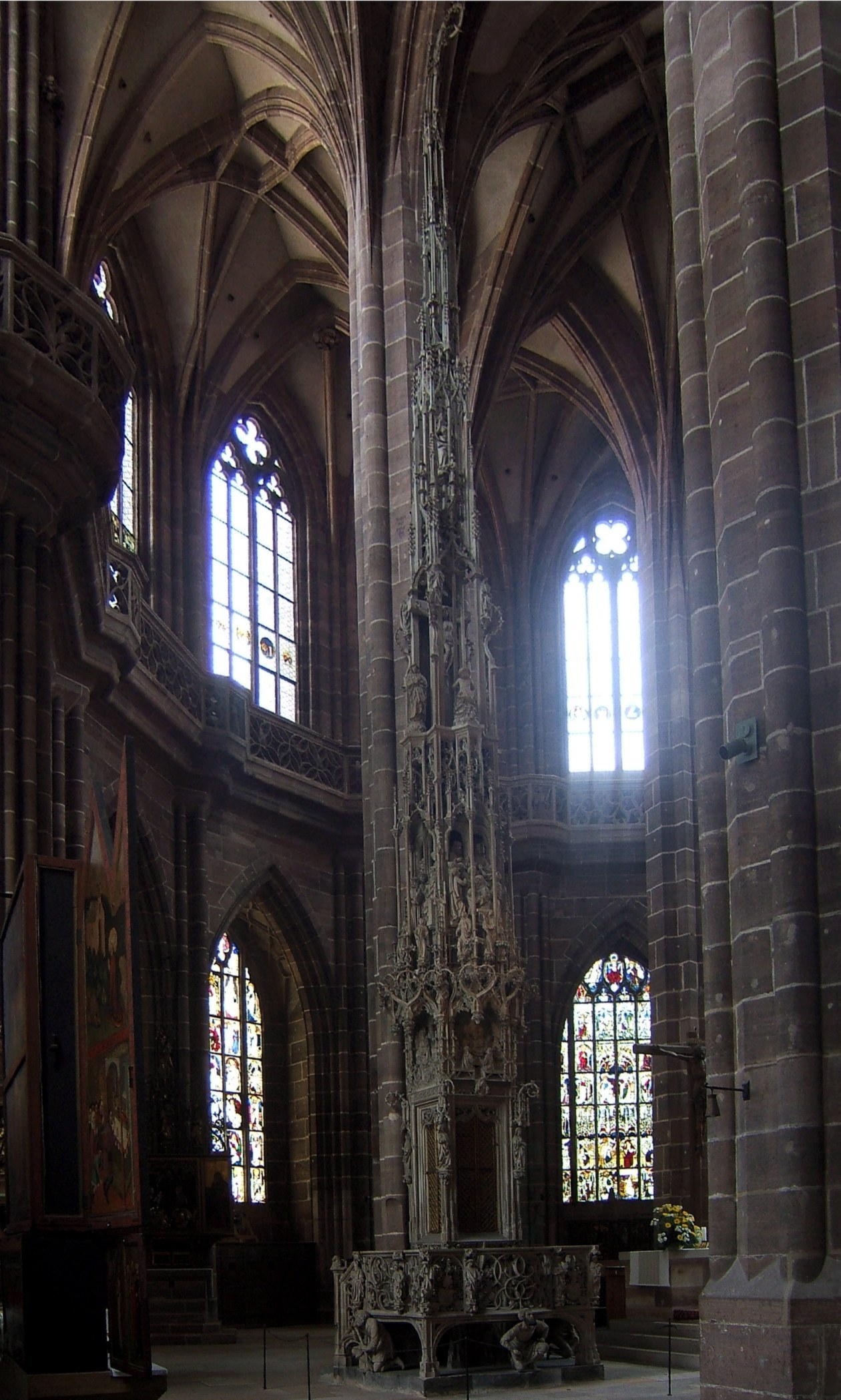
Chiesa di San Lorenzo a Norimberga
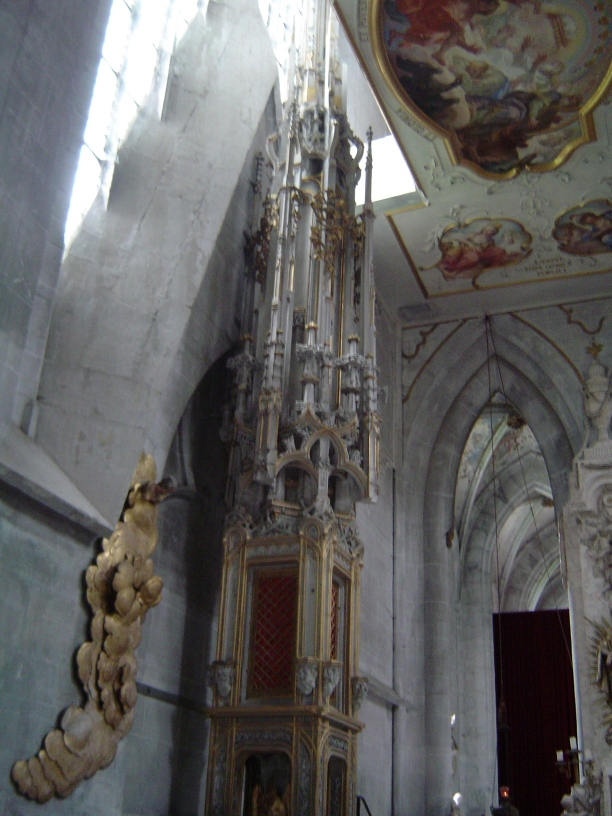
Salem Minster
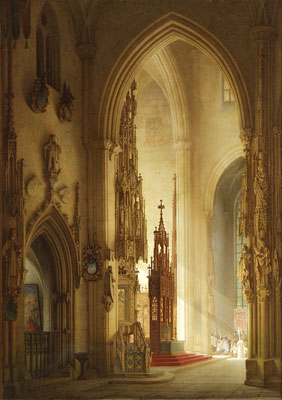
Cattedrale di Ulma